# Ана Бенаки Псаруда
Ана Бенаки Псаруда (грч. Άννα Μπενάκη Ψαρούδα; Атина, 12. децембра 1934) јесте грчка правница, политичарка и члан Нове демократије.

## Биографија
Рођена је 12. децембра 1934. у Атини, са очеве стране потомци су бораца из Хидре. Студирала је на Хеленско-америчком колеџу за жене, затим право на Универзитету у Атини 1952—1957. и кривично право на Универзитету у Бону и Универзитету Алберт Лудвигс. На Универзитету у Бону је докторирала кривично право 1961. године. Била је помоћник катедре за кривично право на Правном факултету Универзитета у Атини 1961—1970. када је изабрана за доцента. Од 1962. ради и као адвокат. Године 1978. је постала професор кривичног права на Универзитету у Атини, а од 1975. издаје и води правни часопис Ποινικά Χρονικά. Била је потпредседница Друштва за кривично право и потпредседник је Атинског археолошког друштва. Године 1981. је ушла у политику када је изабрана за члана Нове демократије, 1985. је први пут изабрана за посланика Атине А, 1989. је била заменик министра просвете и министара културе, 1991. је постала министарка културе, а следеће године и министарка правде. Октобра 1996. је била прва жена икада предложена за функцију председника Скупштине, док је 2000—2004. била четврта потпредседница. Од 2004. до 2007. је била председница хеленског парламента и тако постала прва жена на тој функцији. Одликована је специјалном наградом Атинске адвокатске коморе. Године 2010. је изабрана за члана Атинске академије, за потпредседника 7. децембра 2018. и председника 2020. Била је удата за Линоса Бенакиса, историчара филозофије и бившег директора истраживања на Атинској академији. Остали су заједно до октобра 2022. када је преминуо. Говори енглески, немачки и француски језик.